# 小林镇 (随县)
小林镇，是中华人民共和国湖北省随州市随县下辖的一个乡镇级行政单位。

## 行政区划
小林镇下辖以下地区：
石家嘴社区、上天梯社区、小林店社区、祝东村、土城村、双冲村、祝林店村、天坡村、陈家寨村、八角楼村和大坡岭村。